# Ogier Ghislain de Busbecq
Ogier Ghislain de Busbecq, indicato anche in francese come Augier Ghislain de Busbecq o in latino come Augerius Gislenius Busbequius o come Ogier Ghiselin de Busbecq (Comines, 1522 – Saint-Germain-sous-Cailly, 28 ottobre 1592), è stato uno scrittore, diplomatico e botanico fiammingo.
Prestò servizio come ambasciatore dell'imperatore del Sacro Romano Impero a Costantinopoli e nel 1581 pubblicò un volume relativo al suo soggiorno nella capitale dell'Impero ottomano dal titolo Itinera Constantinopolitanum et Amasianum, ripubblicato nel 1595 col titolo di Turcicae epistolae ("Lettere turche"). Le sue lettere risultano importanti a livello linguistico in quanto contengono al loro interno gli unici termini a noi noti del gotico di Crimea, un dialetto germanico parlato in alcune remote regioni della Crimea.

## Biografia

### I primi anni
Figlio illegittimo del signore di Busbecq, Georges Ghiselin, e della sua amante Catherine Hespiel, Ogier venne successivamente legittimato. Crebbe al castello di Busbecq (attuale Bousbecque, Francia), studiando poi a Wervik ed a Comines, all'epoca parte dei Paesi Bassi spagnoli.
I doni intellettuali di Busbecq lo portarono a studiare il latino presso l'Università di Lovanio dove si registrò nel 1536 col nome di Ogier Ghislain de Comines. Passò in seguito in Italia settentrionale per motivo di studio ed entrò nella classe di Giovanni Battista Egnazio a Venezia.
Come suo padre e suo nonno, Busbecq intraprese la carriera al servizio dell'impero. Iniziò a lavorare alla corte dell'imperatore Ferdinando I del Sacro Romano Impero nel 1552 circa. Nel 1554, venne inviato in Inghilterra in occasione del matrimonio tenutosi a Winchester tra la regina Maria Tudor e Filippo II di Spagna.

### Alla corte ottomana
Nel 1554 e nuovamente nel 1556, Ferdinando nominò Busbecq suo ambasciatore nell'Impero ottomano, presso Solimano il Magnifico. Il suo compito all'epoca era di condurre a Costantinopoli i negoziati per un trattato di confine per i territori della Transilvania. Non riuscì nell'impresa durante il periodo in cui Rüstem Pascià fu visir del sultano, mentre riuscì a trovare un accordo col successore di questi, Semiz Ali Pascià.

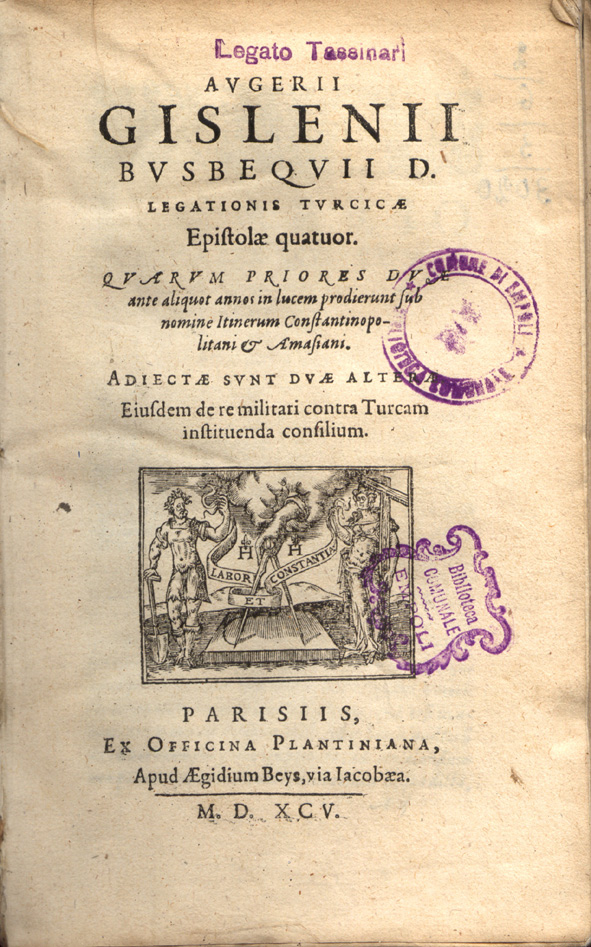
Frontespizio delle Turcicae epistolae, edizione del 1595.

Durante la sua permanenza a Costantinopoli, scrisse la sua opera più nota, le Lettere turche, un compendio di corrispondenza personale col suo amico e diplomatico ungherese, Nicholas Michault, nelle Fiandre, nonché una delle prime opere di letteratura di viaggio. Queste lettere descrivono le sue esperienze nel mondo politico ottomano e rappresenta una delle fonti primarie per lo studio della corte ottomana del XVI secolo. Egli si dedicò inoltre ampiamente a descrivere le numerose piante ritrovate in Turchia. Le sue lettere contengono le uniche parole a noi note del gotico di Crimea, residuo di un'antica lingua germanica parlata in alcune regioni isolate della Crimea e oggi estinta.
Busbecq trovò una copia quasi completa del Res gestae divi Augusti, un resoconto della vita dell'imperatore romano Augusto, presso il Monumentum Ancyranum ad Ancira. L'iscrizione era conosciuta all'epoca solo parzialmente grazie a Svetonio ed egli ne ricopiò il contenuto nella sua pubblicazione.
Fu un avido collezionista, acquistando manoscritti antichi e di valore, monete rare e curiosità di vario genere. Tra le sue scoperte di maggior pregio ricordiamo una copia del VI secolo del De materia medica di Pedanio Dioscoride, un compendio di erboristeria antica. L'imperatore lo acquistò in seguito dallo stesso Busbecq; il manoscritto è oggi conservato a Vienna ed è infatti noto come Dioscoride di Vienna. La passione di Busbecq per l'erboristeria lo portò ad approfondire particolarmente questa materia ed egli fu il primo ad inviare dei bulbi di tulipano turchi all'amico Charles de l'Écluse, che ne studiò per primo l'acclimatamento nei Paesi Bassi. Busbecq fece lo stesso col giglio, di cui pare sia stato il primo introduttore in Europa settentrionale anche se tale tesi è ad oggi contesa. Contribuì inoltre alla diffusione della capra d'Angora.

### Dopo la Turchia
Tornò in patria dalla Turchia nel 1562 e divenne consigliere alla corte di Ferdinando I del Sacro Romano Impero a Vienna nonché tutore dei suoi nipoti, figli del futuro Massimiliano II del Sacro Romano Impero. Busbecq fu inoltre tutore di Elisabetta d'Austria, figlia di Massimiliano e vedova di Carlo IX di Francia. Continuò a servire la monarchia asburgica osservando le guerre di religione in Francia per conto di Rodolfo II. Nel 1592, prossimo ormai al fine della sua vita, decise di tornare in visita nelle natie Fiandre, ottenendo un permesso di sei mesi. Lasciata la sua residenza di Mantes, appena fuori Parigi, venne assaltato e depredato dei suoi averi mentre attraversava la Normandia da un gruppo di fanatici membri della Lega Cattolica a Saint-Germain-sous-Cailly, presso Rouen. Morì alcuni giorni dopo. Il suo corpo venne sepolto nella cappella del castello di Saint-Germain-sous-Cailly, mentre il suo cuore venne imbalsamato ed inviato nella tomba di famiglia presso Bousbecque.